# Victor Saúde Maria

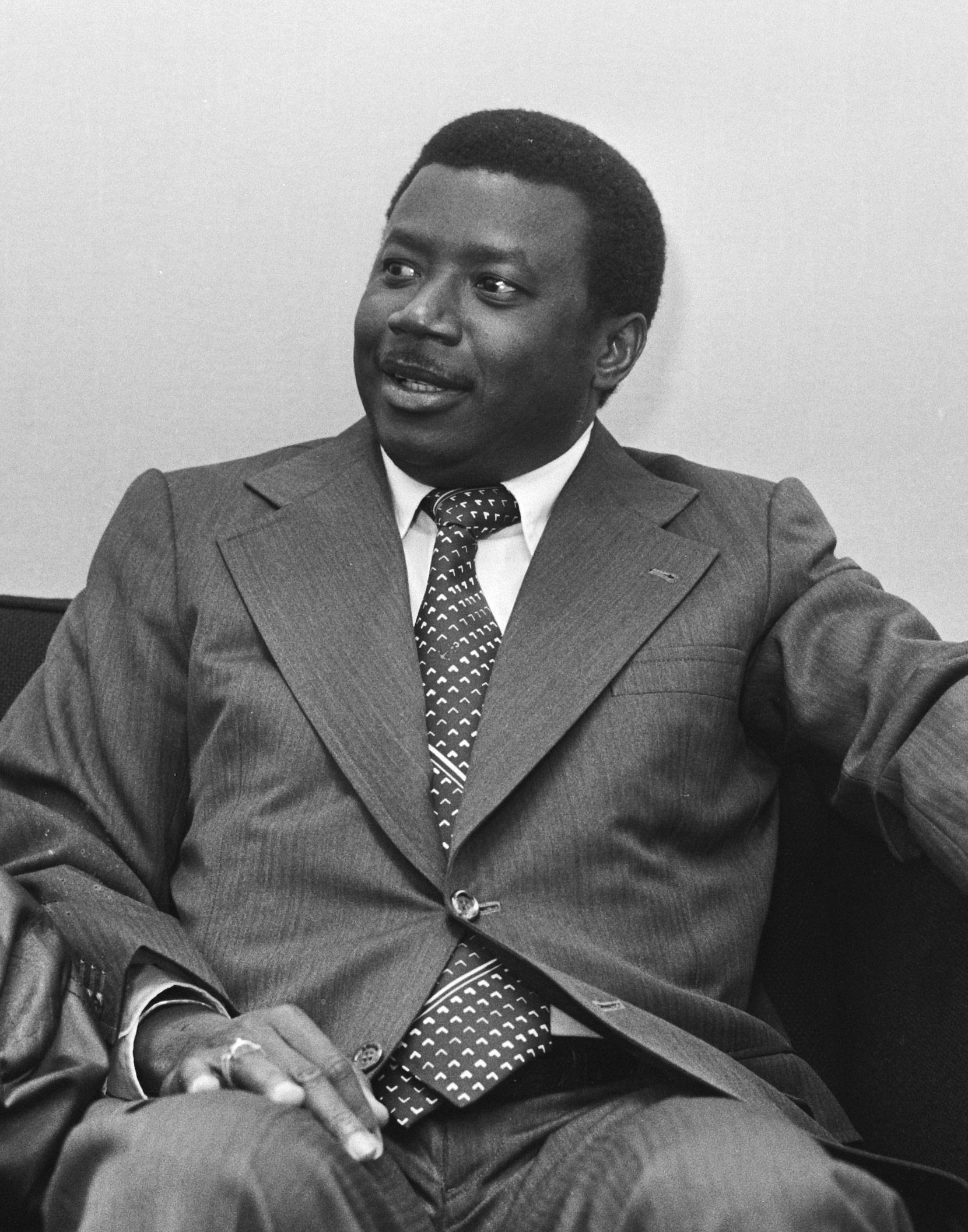
Victor Saúde Maria, 1980

Victor Saúde Maria (* 27. April 1939; † 25. Oktober 1999) war von 1982 bis 1984 Premierminister von Guinea-Bissau.

## Politische Laufbahn
Er gehörte seit der Zeit des Unabhängigkeitskrieges gegen Portugal der Partei Partido Africano da Indepencia da Guinea e Cabo Verde (PAIGC) an, die das Land bis 1999 regierte. Nach der Unabhängigkeit 1974 wurde er Außenminister. Am 14. Mai 1982 wurde er Premierminister unter dem 1980 durch einen Putsch an die Macht gekommenen Staatschef João Bernardo Vieira. Einige Minister seiner Regierung wurden im August 1983 unter dem Vorwurf der Korruption entlassen. Vieira berief ihn kurz darauf zum Mitglied des neugebildeten Nationalen Sicherheitsrates.
Am 10. März 1984 wurde er wegen „Verschwörung“ von Vieira abgesetzt und fand zunächst in der Botschaft Portugals Asyl. Nach Verlassen der Botschaft Ende März wurde er unter Hausarrest gestellt. Mit Inkrafttreten der neuen Verfassung entfiel das Amt des Premierministers und Vieira wurde Staats- und Regierungschef.
Nach der Zulassung weiterer Parteien außer der bisherigen Einheitspartei PAIGC gründete er 1992 die sozialdemokratische Partei Partido Unido Social Democrático (PUSD), die er bis zu seinem Tod führte. Bei den ersten freien Präsidentschaftswahlen kandidierte er für seine PUSD und erreichte im ersten Wahlgang am 3. Juli 1994 mit 6.388 Stimmen (2,07 %) den siebten Platz. Im Juni 1999, nach dem Sturz Vieiras, war er Leiter einer Delegation Guinea-Bissaus, die zu Verhandlungen in den Senegal reiste. Am 25. Oktober 1999 wurde er ermordet.